# Конец!
Конец! (англ. The End) — новелла Дэниела Хэндлера, последняя из тринадцати книг серии «Тридцать три несчастья». В ней рассказывается история трех детей, Вайолет, Клауса и Санни Бодлеров, которые осиротели после пожара и попали жить к своему дальнему родственнику Графу Олафу.